# Африканская хохлатая кукушка

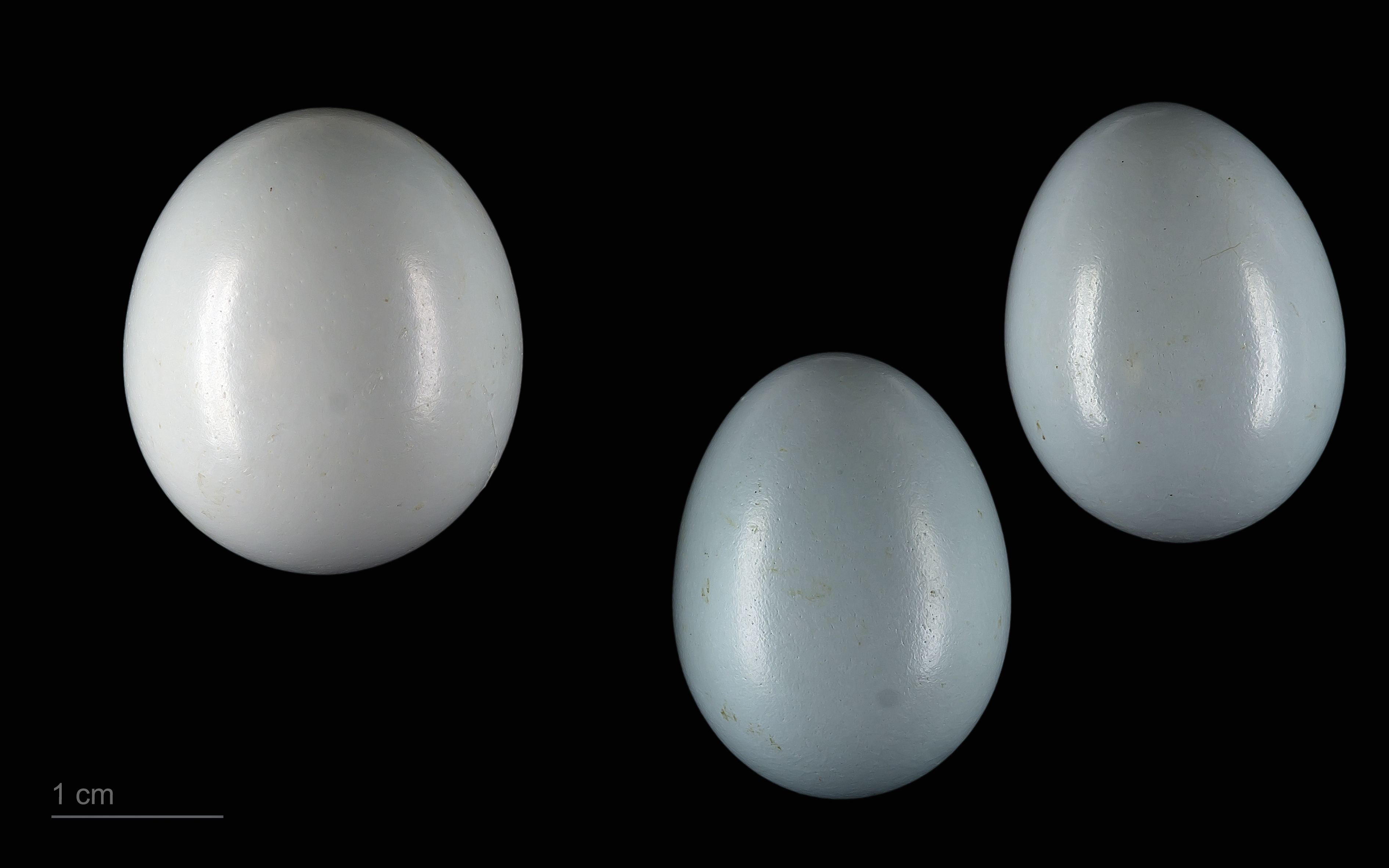
Яйцо Clamator levaillantii в кладке Turdoides plebejus - Тулузский музеум

Африканская хохла́тая куку́шка (лат. Clamator levaillantii) — птица из рода хохлатых кукушек семейства кукушковых. Оседлый гнездящийся вид Африки к югу от Сахары. Населяет кустарниковые заросли. Гнездовой паразит, использующий гнезда преимущественно дроздовых тимелий, назван в честь французского исследователя, коллекционера и орнитолога Франсуа Ле Вальяна.

## Описание
Длина тела 37,5 см. Хвост длиннее, чем у сорочьей хохлатой кукушки, а горло у этого вида сильнее исчерчено, чем у сорочей. Известны две цветовых морфы. Светлая морфа сверху чёрная, с лёгким голубоватым или зеленоватым оттенком. Исчерченность на горле по сторонам опускается ниже. Вершины первостепенных маховых и рулевых белые. Темная морфа полностью за исключением белых пятен на первостепенных маховых и белых пятен на внешних рулевых перьях (эти пятна отсутствуют в темной формы сорочей кукушки). Молодые африканские хохлатые кукушки сверху коричневая, рыжими кроющими крыла и вершинами рулевых, палевым лбом, лицевой частью головы и нижней частью тела, горло с большей исчерченностью, чем у взрослых. Крик — низкое звонкое куву-виир, куву-виир, куву-виир …, в возбуждении ку-уи-уи-уи.

## Поведение
Африканская хохлатая кукушка является гнездовым паразитом, самка откладывает яйца в гнезда других видов птиц. Список гнездовых хозяев африканской хохлатой кукушки составляют следующие виды:
1. Пегая дроздовая тимелия (Turdoides bicolor)[4]
2. Голощекая дроздовая тимелия (Turdoides gymnogenys)[4]
3. Ангольская дроздовая тимелия (Turdoides hartlaubii)[4]
4. Бурая дроздовая тимелия (Turdoides jardineii)[4]
5. Белопоясничная дроздовая тимелия (Turdoides leucopygius)[4]
6. Чернолицая дроздовая тимелия (Turdoides melanops)[4]
7. Суданская дроздовая тимелия (Turdoides plebejus)[4]
8. Белоглазая дроздовая тимелия (Turdoides reinwardtii)[4]
9. Бабблер-капуцин (Turdoides atripennis)[5]
10. Краснобрюхий спрео (Spreo pulcher)[6]
11. Зелёный лесной удод (Phoeniculus purpureus)[5]
12. Бородатый настоящий бюльбюль (Pycnonotus barbatus tricolor)[5]
13. Капская чекановая горихвостка (Cossypha caffra)[5]

И самец, и самка летают акробатически вокруг хозяев гнезда, чтобы их отвлечь. Самец продолжает отвлекающие маневры, в то время когда самка откладывает яйцо. Самка откладывает до 4 яиц, количество кладок за сезон точно не известно (у кукушек кладками называют серию последовательно откладываемых яиц отдельную от другой такой серии определённым отрезком времени). Яйца имеют бледно-голубую, ярко-бирюзовую или сиреневую окраску. И, в целом, соответствуют окраске яиц различных тимелий. В Нигерии отмечено высокое сходство с окраской яиц суданской дроздовой тимелии, имеющих бледно-фиолетово-розовый цвет, отличающийся от других видов рода. Были исключительные случаи, когда наблюдали сразу два яйца в одном гнезде. В Зимбабве средняя заражённость гнёзд бурой тимелии (Turdoides jardineii) 7,5 %, одна из групп тимелий выкормила 4 птенца кукушки за 5 месяцев.
Размеры 23,8—27,6 х 19,6—22,1 мм (n=13). Инкубационный период составляет 11—12 дней. Установлено доинкубационное развитие зародыша. Птенец вылупляется голым с массой 5—6 грамм. Кожа при вылуплении розовая, но быстро темнеет. Зев оранжево-красный, более яркий, чем у тимелий, клювные валики жёлтые. В отличие от многих других видов кукушек, но как и у других хохлатых кукушек, кукушонок африканской хохлатой кукушки не выталкивает яйца или птенцов хозяина из гнезда. Через 6 дней масса достигает 45—50 г. Выпрашивает корм активнее птенцов хозяина, звуки издаёт сходные с ними. Приёмные родители кормят птенца ещё 3—5 недель после вылета.